# Augustus John

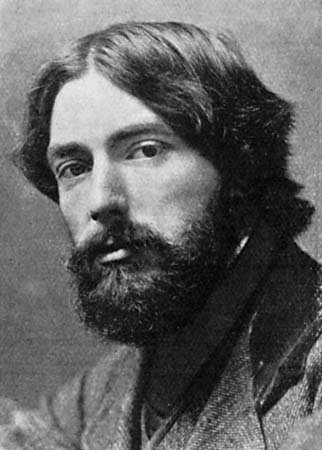
Augustus John fotografiert von George Charles Beresford, um 1920

Augustus Edwin John OM RA (* 4. Januar 1878 in Tenby, Pembrokeshire; † 31. Oktober 1961 in Fordingbridge, Hampshire) war ein britischer Maler des Spätimpressionismus.

## Leben

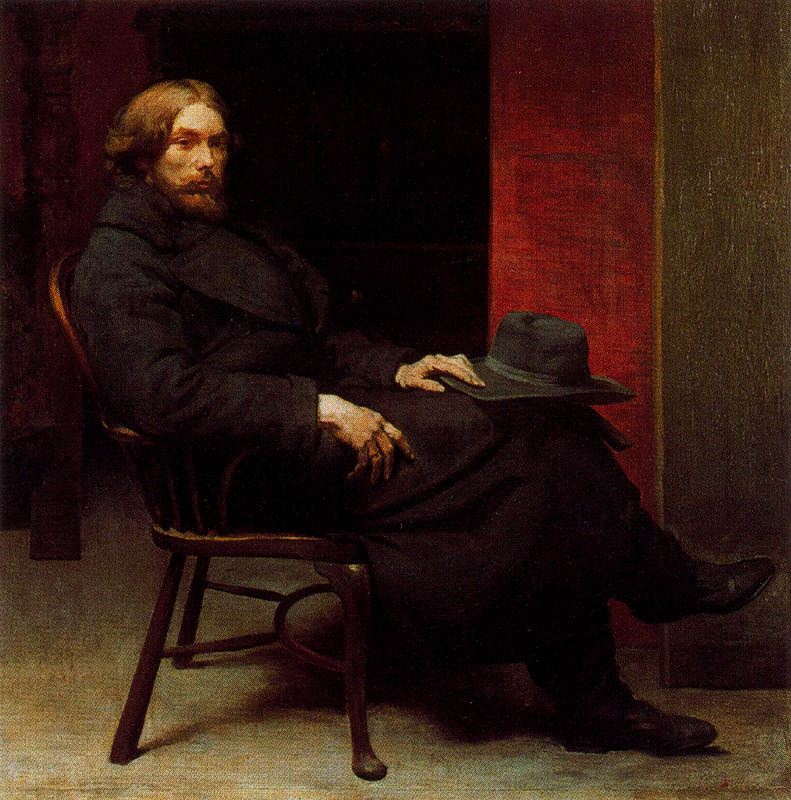
William Orpen: Porträt von Augustus John, Öl auf Leinwand, 1899

Augustus Edwin John war der Sohn des walisischen Anwalts Edwin William John und seiner Ehefrau Augusta Smith. Sein künstlerisches Talent wurde schon frühzeitig erkannt und bereits im Alter von elf Jahren besuchte er die Kunsthochschule Tenby School of Art. Mit 17 wechselte er nach London, wo er bei Frederick Brown und Henry Tanks an der Slade School of Fine Art studierte. Hier gehörten seine ältere Schwester Gwendolen Mary und William Orpen zu seinen Mitschülern. Im Jahre 1898 gewann John das Stipendium der Slade School, welches ihm ermöglichte an der Académie Colarossi in Paris zu studieren. Nebenher assistierte er dem bekannten Maler Pierre Puvis de Chavannes in seinem Atelier. Zu dieser Zeit kam Augustus John mit der Bohème vom Montmartre in Berührung, welche ihn nachhaltig beeinflusste.
Nach seiner Rückkehr nach England wurde Augustus John eine Anstellung als Professor am Liverpooler University College angeboten, die er bis 1904 innehatte. Zur gleichen Zeit heiratete er Ida Nettleship (1877–1907), eine Tochter des Präraffaeliten John Trivett Nettleship. Aus der gemeinsamen Verbindung gingen fünf Kinder hervor.

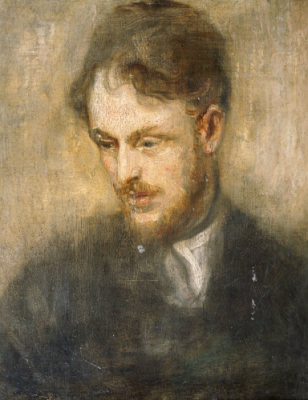
Ambrose McEvoy: Porträt von Augustus John, Öl auf Leinwand, um 1900

Über John Sampson, einen Völkerkundler und Bibliothekar am College, kam er mit dem Leben, Sitten und Einführung der Roma-Sprache in Berührung. Von diesem Zeitpunkt an versuchte John, so weit wie möglich die Lebensweise der Zigeuner zu übernehmen und zugleich den Bedürfnissen seiner Familie und seiner künstlerischen Arbeit gerecht zu werden. Im Sommer des Jahres 1905 reiste er mit seiner Familie und seiner Geliebten, Dorothy Dorelia McNeill (1881–1969), nach Dartmoor. Johns Zigeunerbilder verwandelten seine Ehefrau und seine Geliebte (Menage a trois) in Zigeunermusen. Nach dem Tod von Ida heiratete er in zweiter Ehe sein Modell und langjährige Geliebte. Aus der gemeinsamen Verbindung gingen zwei Töchter, Poppet und Vivien, hervor.
Zusammen mit dem Maler William Orpen eröffnete er in Chelsea ein Lehratelier und wurde Mitglied im New English Art Club. Ab dem Jahr 1910 bis zum Ausbruch des Ersten Weltkrieges lebte und arbeitete John in den Sommermonaten in seinem Haus in der südfranzösischen Hafenstadt Martigues, auch Venedig der Provence genannt. Während des Ersten Weltkrieges diente John in Frankreich als offizieller Kriegsmaler und schuf eine Reihe von Porträts der kanadischen und britischen Soldaten an der Front. Zwischen den Kriegsjahren galt Augustus John als führender Porträtmaler Großbritanniens. Vornehmlich porträtierte er prominente Zeitgenossen aus dem literarisch-künstlerischen Milieu, unter anderem Thomas Edward Lawrence, Thomas Hardy, William Butler Yeats, Isabella Augusta Gregory, Tallulah Bankhead, George Bernard Shaw und Dylan Thomas. Sein bekanntestes Porträt, Madame Suggia, gilt als eines seiner bedeutendsten Werke und zeigt die portugiesische Cellistin Guilhermina Suggia beim Spielen ihres Instruments. Seine Arbeiten wurden an der Royal Society of Portrait Painters in entsprechenden Ausstellungen gewürdigt. Später lehrte Augustus John an der Royal Academy of Arts.

## Trivia
- Sein ältester Sohn, Sir Caspar John (1903–1984), aus der Ehe mit Ida Nettleship, war ab dem Jahr 1954 Stellvertreter von Louis Mountbatten, 1. Earl Mountbatten of Burma und von 1960 bis 1963 ranghöchster Admiral (First Sea Lord) der britischen Royal Navy. Zuletzt war John Admiral of the Fleet (Großadmiral).
- Im Jahre 1924 hatte er eine Liebesbeziehung mit der verwitweten Evelyn Beatrice Fleming, Mutter des Schriftstellers Ian Fleming. Aus der Beziehung ging eine Tochter, Amaryllis Marie-Louise (1925–1999), hervor. Sie war eine bekannte Cellistin und Professorin an der Royal College of Music in London.

## Auszeichnungen
- 1942: Order of Merit (OM)
- 1928: Mitglied der Royal Academy of Arts (RA), ausgesetzt 1938–1940
- 1943: Ehrenmitglied der American Academy of Arts and Letters[2]
- 1946: Assoziiertes Mitglied der Académie royale des Sciences, des Lettres et des Beaux-Arts de Belgique[3]
- 1954: Mitglied der Royal Academy of Arts (RA) (Seniormitglied)

## Werke (Auswahl)
- 1925 Porträt von Gustav Stresemann, Reichsminister des Auswärtigen in der Weimarer Republik[4].

Augustus John mit Tallulah Bankhead mit ihrem berühmten Porträt, 1929